# David Brydges
David Chandos Brydges (* 1. Juli 1949 in Chester) ist ein britischer mathematischer Physiker.
Brydges wurde 1976 bei Paul Federbush an der University of Michigan promoviert (A Linear Lower Bound for Generalized Yukawa Model Field Theories). Er war Professor an der University of Virginia und ist Professor an der University of British Columbia in Vancouver (auf einem Canada Research Chair). 1982 erhielt er ein Forschungsstipendium der Alfred P. Sloan Foundation (Sloan Research Fellowship).
Brydges befasst sich mit mathematischer Quantenfeldtheorie und statistischer Mechanik, insbesondere mit Anwendung von Funktionalintegraltechniken (einschließlich Supersymmetrie-Techniken), Cluster-Entwicklungstechniken, Renormierungsgruppenmethoden auf Probleme der statischen Mechanik und wahrscheinlichkeitstheoretische Probleme wie selbstmeidende Irrfahrten, wo er 1985 mit Thomas C. Spencer die Lace-Expansion einführte.
2003 bis 2005 war er Präsident der International Association of Mathematical Physics. 2007 wurde er zum Mitglied der Royal Society of Canada ernannt. 2010 war er Invited Speaker auf dem Internationalen Mathematikerkongress in Hyderabad (Renormalization group analysis of weakly self-avoiding walk in dimensions 4 and higher, mit Gordon Slade). 2024 erhielt er der Henri-Poincaré-Preis.

## Schriften
- mit Jürg Fröhlich, Erhard Seiler: On the construction of quantized gauge fields, Teil 1–3, Annals of Physics, Bd. 121, 1979, S. 227–284, Comm.Math.Phys., Bd. 71, 1980, S. 159–205, Bd. 79, 1981, S. 353–399
- A rigorous approach to Debye screening in dilute classical Coulomb systems, Comm. Math. Phys., Bd. 58, 1978, S. 313–350
- mit Federbush: Debye screening, Comm.Math.Phys., Bd. 73, 1980, S. 197–246
- dieselben: Debye screening in classical Coulomb systems, Erice Summer School 1980
- mit Thomas Spencer: Self avoiding walk in 5 or more dimensions, Comm. Math. Phys., Bd. 97, 1985, S. 125–148 (Lace Expansion)